# Ланггенс
Ланггенс (нім. Langgöns) — громада в Німеччині, знаходиться в землі Гессен. Підпорядковується адміністративному округу Гіссен. Входить до складу району Гіссен.
Площа — 52,54 км2. Населення становить 11 690 ос. (станом на 31 грудня 2020).